# 島津忠良 (奥州家)
島津 忠良（しまづ ただよし、天文4年7月5日（1535年8月3日） - 元和4年11月22日（1618年12月28日））は、戦国時代から江戸時代初期にかけての武将。
薩摩国島津氏14代当主・勝久の長男。幼名は益房丸。受領名は修理大夫。
母は天空夫人（禰寝重就の娘）。室は福永祐友娘。子は良久、藤野久秀、亀山忠辰。

## 生涯
島津勝久の長男として鹿児島北城に生まれる。父の勝久はこの頃、既に守護職を養嗣子の島津貴久に譲っていたものの、薩州家の島津実久に焚き付けられ返り咲きを狙っていた。しかし、国老の川上昌久を殺害したことで実久の不興を買い、同年その実久により攻撃されると、忠良は生後94日にして父母と共に大隅国帖佐の祁答院氏の元へと逃れた。その後、禰寝氏や豊州家の保護を経て、7歳の頃に日向国の伊東義祐を頼るも、後年は薩摩国へ戻った。元和4年（1618年）に死去、大隅国の高山昌林寺に葬られた。
島津義久が日向国を掌握した前後に、守護奥州家が所持し父･勝久が豊後に落ち延びる際に持ち出していた島津宗家の文書や重物を献上している。
なお、嫡子の良久は島津義久の命により囎唹郡念仏寺の住持となり、次男も僧となり「正圓」と名乗っていたが、義久の命により還俗し藤野久秀と称した。但し、この久秀も「恕世」と号し再び出家したため、忠康の事実上の後継は三男の亀山忠辰となった。